# サカラ
サカラもしくはサッカリア (エストニア語: Sakala, ラテン語: Saccalia) は、古エストニア諸国のひとつ。この国に関する最初の記録は、13世紀初頭の宣教師・歴史家のラトビアのヘンリクスによるものである。

## 地理
サカラはリヴォニアの北西部、現在のエストニアのヴィリャンディ県全域とペルヌ県南半部、ヴァルガ県の西部三分の一を占める、古エストニア最南の国だった。

## 歴史
古東スラヴ語の年代記で記されたソソルスという部族がサカラ人であるとする説がある。この年代記によれば、1060年にキエフ大公国がリヴォニアに遠征しソソルスから徴税した。しかしその数年後、ソソルスは蜂起してタルトゥの要塞を攻略し、プスコフ攻略も視野に入れていたという。
13世紀初頭にリヴォニア帯剣騎士団がエストニアに侵攻すると、サカラの首長レンピトゥが古エストニア諸国の連合軍を組織して抵抗したが、1217年の聖マタイの日の戦いで敗北し、サカラはテッラ・マリアナの一部となった。